# Cimetière principal de Trèves
Le cimetière principal de Trèves (Hauptfriedhof Trier) est le cimetière le plus important de la ville de Trèves en Allemagne. Il s'étend sur 15 hectares.

## Description
La partie la plus ancienne du cimetière a ouvert en 1804 et présente des sépultures de style néoclassique, historiciste ou Jugendstil. Un cimetière juif y a été ajouté en 1920. Le cimetière principal de Trèves est aujourd'hui protégé par les monuments historiques.
En plus des tombes individuelles, le cimetière possède également un grand nombre de tombes familiales historiques de familles bourgeoises de Trèves établies de longue date. Certaines d'entre elles ont depuis été réaffectées. La surveillance est renforcée à cause d'actes de vandalisme répétés ces dernières années.

## Monuments commémoratifs
Le monument aux morts de la guerre de 1870-1871 est situé dans l'axe principal du site et sert de point d'orientation.
On trouve au cimetière six carrés militaires des deux guerres mondiales où reposent 3 500 soldats : des soldats allemands (900 de la Première Guerre mondiale et 2 025 de la Seconde Guerre mondiale), mais aussi des victimes civiles tués par les bombardements aériens, ainsi que sept cents étrangers (soldats russes et soviétiques, polonais et serbes). Les sépultures sont marquées d'une croix de grès ou bien d'une plaque de céramique avec le nom du défunt. Leur aménagement s'est fait entre 1955 et 1960.
Des congrégations catholiques ont aussi leur petit carré pour les sépultures de leurs religieux : Pères blancs, rédemptoristes, jésuites, franciscaines, Frères de la Miséricorde de Marie-Auxiliatrice, etc. 
Un monument est érigé en 1950 pour « les victimes de la tyrannie nationale-socialiste » conçu par Michael Trierweiler et montrant un homme un genou à terre la tête baissée.

## Chapelles du cimetière
Le cimetière possède deux chapelles : l'une de style néogothique de plan cruciforme, construite en 1870 avec des vitraux modernes de Jakob Schwarzkopf ; et l'autre rectangulaire et de style moderne construite un siècle plus tard.

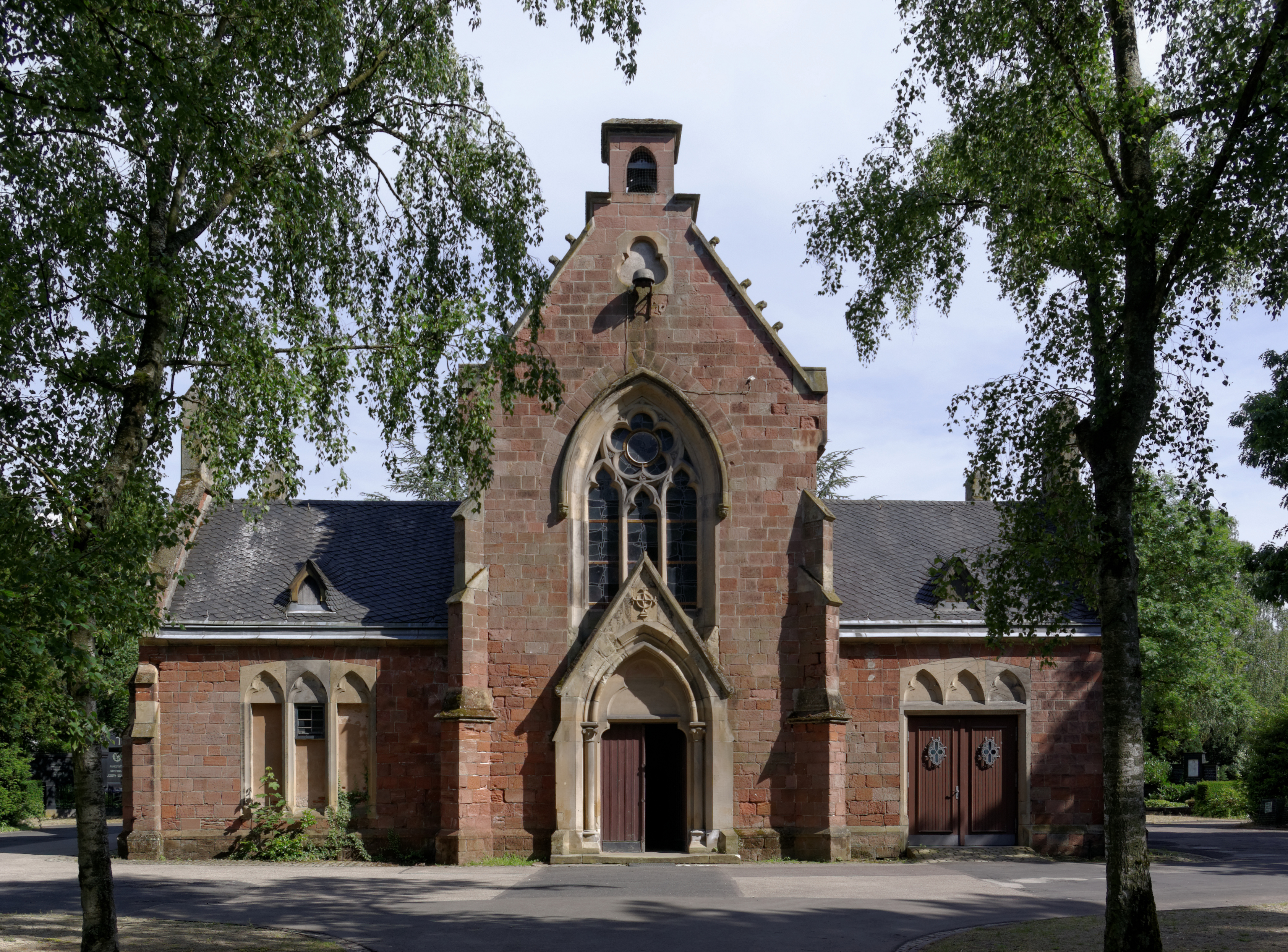
Chapelle néogothique et funérarium (1870).
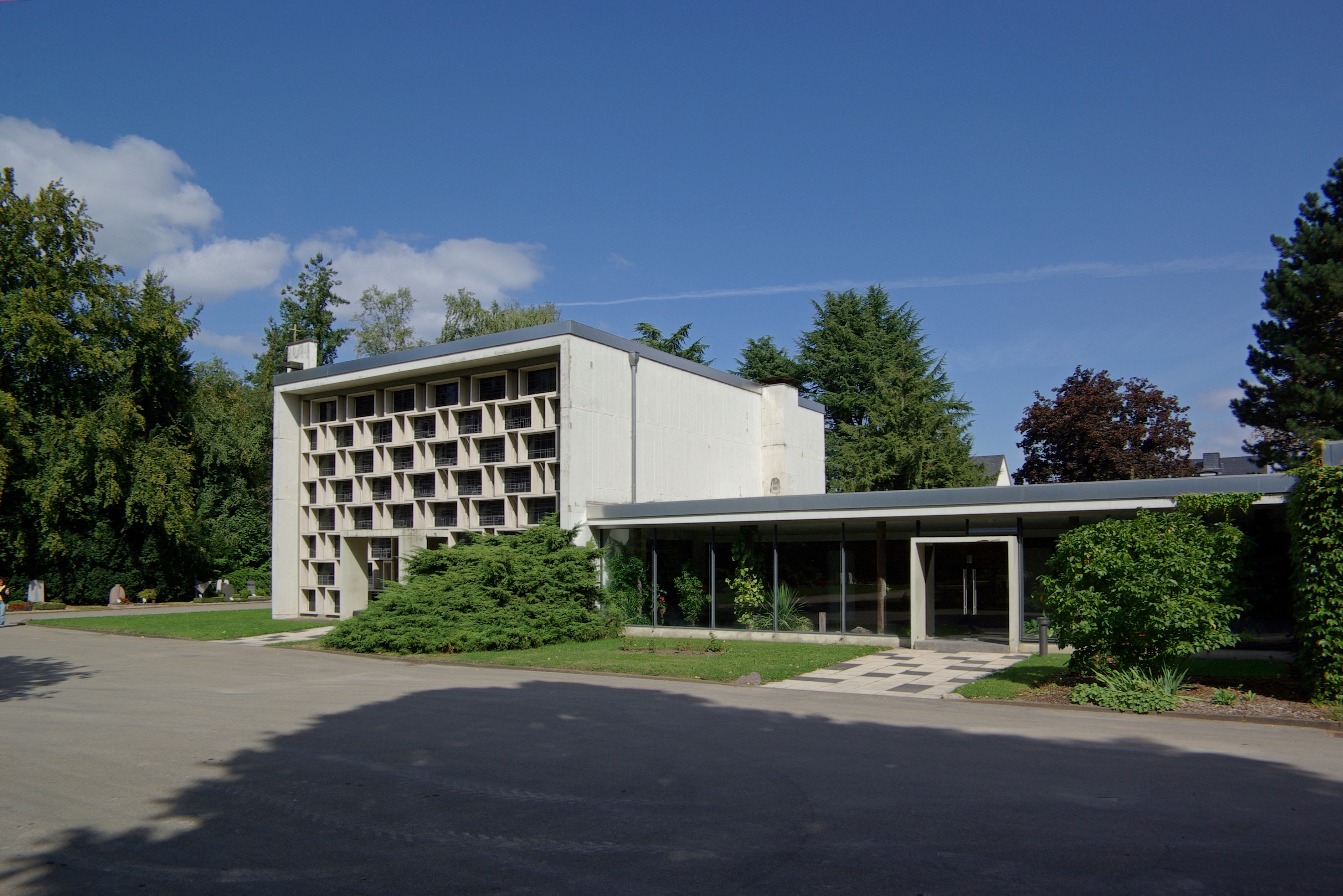
Nouvelle chapelle du cimetière.